# St. Lawrence (Pensilvania)
St. Lawrence es un borough ubicado en el condado de Berks en el estado estadounidense de Pensilvania. En el año 2000 tenía una población de 1.812 habitantes y una densidad poblacional de 771 personas por km².

## Geografía
St. Lawrence se encuentra ubicado en las coordenadas 40°19′33″N 75°52′03″O / 40.32583, -75.86750.

## Demografía
Según la Oficina del Censo en 2000 los ingresos medios por hogar en la localidad eran de $47,400 y los ingresos medios por familia eran $56,679. Los hombres tenían unos ingresos medios de $37,583 frente a los $27,539 para las mujeres. La renta per cápita para la localidad era de $22,088. Alrededor del 6.6% de la población estaba por debajo del umbral de pobreza.